# 패트릭 스튜어트
패트릭 스튜어트 경(영어: Sir Patrick Stewart, OBE, 1940년 7월 13일 ~ )은 잉글랜드의 배우이다.
스타 트렉 시리즈의 장뤽 피카드 역과 엑스맨 시리즈의 프로페서 X 역으로 유명하다.

## 출연 작품
- 못말리는 로빈후드
- 스타 트렉 시리즈
- 엑스맨 시리즈
- 《컨스피러시》
- 《크리스마스 캐롤》
- 《다이하드: 굿 데이 투 다이》
- 《로건》
- 《데스 존: 클리닝 마운트 에베레스트》
- 《왕이 될 아이》 - 멀린 역
- 《피아니스트의 마지막 인터뷰》 - 헨리 콜 역
- 《미녀 삼총사 3》

## 서훈
- 2001년 대영 제국 훈장 4등급(OBE) 수훈[1]
- 2010년 기사작위(Knight Bachelor) 서임[2]